# Estahban
Estahbān (farsi استهبان), che fino al 1970 si chiamava Estahbanat (اصطهبانات), è il capoluogo dello shahrestān di Estahban, circoscrizione Centrale, nella provincia di Fars. Aveva, nel 2006, una popolazione di 33.101 abitanti. Negli ultimi due secoli è stata un centro di studi religiosi sciiti e viene anche chiamata dagli anziani "piccola Najaf" (نجف اصغر).
La zona, molto fertile, è produttrice di cereali, cotone, noci, mandorle e uva oltre ad essere grande esportatrice di fichi secchi e zafferano.

## Notabili di Estahban
Jamshid Amouzegar
Nezameddin Faghih
Mohammad Bagher Shahid Rabeaa